# Arthur Ransome
Arthur Michell Ransome (Leeds, 1884. január 18. – Greater Manchester, 1967. június 3.) angol regényíró, a Fecskék és Fruskák ifjúságikönyv-sorozat szerzője.

## Művei

### Fecskék és Fruskák
A sorozat könyvei közül 2014-ig tíz jelent meg magyarul, köztük a Swallowdale kétféle címmel.
| angol cím                                        | eredeti megjelenés | magyar cím                         | Magyarországon megjelent                 |
| ------------------------------------------------ | ------------------ | ---------------------------------- | ---------------------------------------- |
| Swallows and Amazons                             | 1930               | Fecskék és Fruskák                 | 1936, 1958, 1959, 1974, 1996, 2007, 2010 |
| Swallowdale                                      | 1931               | Fecske-völgy                       | 1976, 2008                               |
| Swallowdale                                      | 1931               | Fecskék és Fruskák, a felfedezők   | 1937, 1959, 1997                         |
| Peter Duck                                       | 1932               | Fecskék és Fruskák, a kincskeresők | 2011                                     |
| Winter Holiday                                   | 1933               | Téli szünidő                       | 1977, 1998, 2012                         |
| Coot Club                                        | 1934               | Szárcsaklub                        | 2014                                     |
| Pigeon Post                                      | 1936               | Galambposta                        | 1983, 1998                               |
| We Didn’t Mean to Go to Sea                      | 1937               | Nem akartunk tengerre szállni      | 1988, 1998                               |
| Secret Water                                     | 1939               | Titkos-tenger                      | 2002                                     |
| The Big Six                                      | 1940               | -                                  | -                                        |
| Missee Lee                                       | 1941               | -                                  | -                                        |
| The Picts and the Martyrs: or Not Welcome At All | 1943               | Piktek és mártírok                 | 2003                                     |
| Great Northern?                                  | 1947               | Fecskék és Fruskák, a madárvédők   | 2010                                     |

A sorozathoz tartozó Coots in the North című regényt Ransome nem fejezte be 1967-ben bekövetkezett haláláig. 1988-ban jelent meg Angliában több más rövid művel együtt.